# Mate Hollos
Mate Hollos   (Budapest, 18 de juliol de 1954) és un compositor hongarès, fill d'Eszter Tóth.

## La seva família
El seu avi era l'escultor András Tóth, el seu avi era el poeta Árpád Tóth, el seu pare era escriptor-poeta Lajos Hollós Korvin (1905-1971), i la seva mare Eszter Tóth (1920-2001).

## Carrera
Es va graduar al "Liszt Ferenc College of Music" el 1980 amb una llicenciatura en composició com a estudiant d'Emil Petrovics.
Del 1980 al 82 va ser ajudant docent al "College of Drama" i del 1983 al 90 va ser professor d'estudiants estrangers al "Liszt Ferenc College of Music". 1986–90: Cap adjunt del departament de compositors de l'Associació de Músics Hongaresos, 1990–94: membre de la Junta de l'Associació de Compositors Hongarès, president des del 1996. És membre de la junta de lAssociació Artisjus Hungarian Copyright Office des del 1999 i, des del 2012, és el vicepresident del Consell de la Música hongarès. Des de la fundació de la "Societat Vántus István" el 1996, ha estat membre de diverses associacions musicals, la més antiga (des del 1986) de la direcció nacional de l'Associació de Joves Amics de la Música (Jeunesses Musicales), avui la seva presidència. Des del 1990 va ser el director artístic fundador d'Akkord Zenei Kiadó, des del mateix any va ser redactor en cap de Hungaroton MHV, més tard el seu director editorial i subdirector artístic en cap, des del 1993 va ser el director gerent de Hungaroton Classic (després Records) Kft. Des del 2007 és el conseller delegat de "Hungaroton Music Zrt". Ex (des del 1992) membre de la junta de l'Associació d'Editors de Música.

## Les seves principals obres
Les seves obres s'han mostrat a la majoria de països europeus, però també s'han representat als Estats Units i al Canadà. Ha rebut comandes més importants dels Estats Units, Canadà, França i Anglaterra, com ara que se li demanés que compongués un concurs de piano per al 50è aniversari de la fundació de les Nacions Unides.

## Discografia
- Oxford Orchestra of Camera: 50th Anniversary de les Nacions Unides. Oxford Orchestra of Camera OODC-CD1 (CD), P1995
- Cançó de fulles que cauen cap amunt. Pannon Classic PCL 8006 (CD), P1997
- Somni de fades / Cançons suaus. Pannon Classic PCL 8018 (CD), P2004
- Canta, inclina els llavis. Hungaroton Classic HCD 32485 (CD), P2007

## Els seus llibres
- La meitat de l'obra: retrats de compositor en converses. Acord A-L 008, Budapest (1997), ISBN 963-85235-6-5
- István Vántus. Mage, compositors hongaresos, Budapest (2005). ISBN 963943339X
- Del desamor al transcendent. Editat i conversat amb l'autor per Gábor Simon Géza. Gramofon Books, Budapest, 2014. ISBN 978-963-12-0630-2

## Premis, reconeixements
- 1992 Premi del públic al nou programa de ràdio de la Ràdio Hongaresa
- 1998 Béla Bartók - Premi Pásztory Ditta
- Premi László Lajtha 2004
- Premi Frigyes Juhász 2006